# Pierre Hanon
Pour les articles homonymes, voir Hanon.
Pierre Hanon, surnommé Poep, né le 29 décembre 1936 à Bruxelles (Belgique) et mort le 13 octobre 2017, est un footballeur belge.

## Biographie
Pierre Hanon a été milieu de terrain au  Sporting d'Anderlecht. À dix-huit ans, il participe à la première Coupe d'Europe des Clubs Champions en 1955. Il a été neuf fois Champion de Belgique dans les années 1950 et 1960 avec les anderlechtois. Il était réputé pour ses tirs à longue distance et ses coups francs.
Sa carrière internationale est également remarquable : il joue 48 fois en équipe nationale belge de 1958 à 1969. Ainsi, il a fait partie de l'équipe des Diables Rouges qui a joué avec onze joueurs mauves et blancs, le 30 septembre 1964 (Belgique-Pays-Bas, 1-0).
En 1970, il est transféré au Cercle Bruges KSV qui remporte son championnat de Division 2 et remonte parmi l'élite la saison suivante. Pierre Hanon joue alors en position de libéro.
Il termine sa carrière en 1973-1974, au RAEC Mons où il devient entraîneur de l'équipe première jusqu'en 1975.

## Palmarès
- International de 1958 à 1969 (48 sélections)
- Champion de Belgique en 1955, 1956, 1959, 1962, 1964, 1965, 1966, 1967 et 1968 avec le  RSC Anderlecht